# Dejan Jekovec
Dejan Jekovec, slovenski smučarski skakalec, * 22. avgust 1974, Tržič.
Jekovec je za Slovenijo nastopil na Zimskih olimpijskih igrah 1994 v Lillehammerju, ko je zasedel 41. mesto na srednji skakalnici. V svetovnem pokalu je med sezonama 1992/93 in 1995/96 petnajstkrat osvojil točke na posamičnih tekmah in dvakrat na ekipnih. Uvrstitev kariere je dosegel 4. februarja 1995, ko je na posamični tekmi v Falunu osvojil peto mesto.